# The Perfect Score
The Perfect Score is een film uit 2004 onder regie van Brian Robbins.

## Verhaal
Een groep tieners die niks met elkaar gemeen hebben, willen de Princeton Testing Center-computer breken. Hierop staan namelijk de vragen voor hun opkomende examen.

## Rolverdeling
| Acteur             | Personage        |
| ------------------ | ---------------- |
| Erika Christensen  | Anna Ross        |
| Chris Evans        | Kyle             |
| Scarlett Johansson | Francesca Curtis |
| Bryan Greenberg    | Matty Matthews   |
| Darius Miles       | Desmond Rhodes   |
| Leonardo Nam       | Roy              |
| Matthew Lillard    | Larry            |
| Vanessa Angel      | Anita Donlee     |